# Татстрой
ОАО «Татстрой» — российская девелоперская и строительная компания. Штаб-квартира расположена в Казани.

## История
На основании постановления президиума ТСНХ от 14 сентября 1930 г. создано Татарское государственное объединение строительной индустрии и промышленности стройматериалов минерального происхождения и новых стройматериалов «Татстройобъединение» ТСНХ (ТСО ТСНХ), решением коллегии Наркомата тяжелой промышленности СССР от 2 декабря 1932 г. реорганизовано во Всесоюзный государственный трест промышленного строительства на территории ТАССР (Татстройтрест), ликвидирован постановлением СНК ТАССР от 19 июня 1942 г.
Организован на базе треста «Казгорстрой» в соответствии с приказом Наркомата жилищно-гражданского строительства РСФСР от 24 сентября 1944 г. для осуществления строительно-монтажных работ, капитального ремонта зданий в г. Казани, постановлением СМ ТАССР от 18 января 1963 г. объединен со вновь созданным трестом «Казремстрой» исполкома Казгорсовета.
До 1990 года являлся монополистом на рынке строительства. Занималась строительством жилых серийных домов и промышленных объектов.
На базе треста создано акционерное общество «Татстрой». В 1993 году акционирована. На момент приватизации в состав «Татстроя» входили: Казанский домостроительный комбинат, заводы крупнопанельного домостроения № 1 и № 3, малое государственное предприятие «Мета» (бывшее СМУ-2 стройтреста № 1), государственная строительно-монтажная фирма № 2, Зеленодольская государственная промышленно-строительная фирма, тресты «Казаньхимстрой», «Казаньпромстрой», «Строймеханизация-3», производственные объединения «Казаньстройтранс» и «Нерудматериалы», заводы ЖБК, ЖБК-70, ЖБИ-4 и керамзитового гравия, проектный конструкторско-технологический институт, кустовой информационно-вычислительный центр, учебный комбинат и центральная строительная лаборатория.
С 1991 по 2009 год введено около 3 миллионов кв. метров жилья, сотни школ, детских садов, больниц, поликлиник, здания высших учебных заведений.
Сегодня Татстрой участвует в программе «Обеспечение жильём граждан в РТ по социальной ипотеке», проходящей в рамках президентской программы «Доступное и комфортное жилье гражданам России».
Также компания задействована в строительстве объектов «Универсиады — 2013», промышленных объектов, таких как комплекс нефтеперерабатывающих и нефтехимических заводов «ТАНЕКО» в г. Нижнекамске, технопарк «Химград», Кощаковский кирпичный завод. Ведется комплексная застройка жилых микрорайонов в поселке Осиново, а также в районе улиц 2-Азинская-Проспект Победы Советского района и жилых домов в микрорайоне Азино-1 в г. Казани.
В 2012 году компания была разделена.
В 2010е у компании возникли финансовые трудности и в 2013 году она была ликвидирована.
В 2022 году благодаря инициативе инвесторов восстановлена.

## Структура группы компаний
- Головная Компания — ОАО «Татстрой»
- ОАО «Казаньгорстрой»
- ОАО «Челныгорстрой»
- АО «ТСТ Аренда»
- АО «ТСТ Пром»
- ООО «Строительные материалы»

## Руководство
- Председатель совета директоров — Исхаков Камиль Шамильевич
- Генеральный директор — Дудов Алексей Михайлович